# ネヴァンリンナ賞

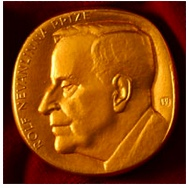
ロルフ・ネヴァンリンナ賞のメダル

ロルフ・ネヴァンリンナ賞（ロルフ・ネヴァンリンナしょう、Rolf Nevanlinna Prize）は、以下のような情報科学の数学的側面における優れた貢献に対して、4年に一度の国際数学者会議において授与される賞である。2022年より、IMUアバカス・メダル（IMU Abacus Medal）に改称された。
1. 計算複雑性理論、プログラミング言語の論理、アルゴリズム解析、暗号理論、コンピュータビジョン、パターン認識、情報処理、知能のモデル化など、計算機科学の全ての数学的側面。
2. 計算科学と数値解析。数理最適化と制御理論の計算的側面。計算機代数（英語版）。

国際数学連合の実行委員会によって1981年に創設された賞で、創設の前年に亡くなったフィンランドの数学者ロルフ・ネヴァンリンナに因んで命名された。受賞者には金メダルと報奨金が授与される。フィールズ賞と同様に若手の数学者を対象としており、受賞年の1月1日時点で40歳未満の数学者のみが対象となっている。

## メダル
メダルの表面には、ネヴァンリンナの横顔、"Rolf Nevanlinna Prize"という文字、そして"RH 83"という非常に小さな文字が刻まれている。"RH"はメダルをデザインしたライモ・ヘイノの名前を、"83"は初鋳造年を表している。裏面には、賞のスポンサーであるヘルシンキ大学に関係する2人の人物が刻印されている。メダルの縁には受賞者の名前が刻まれる。

## 名称の変更
世界数学競技連盟会長のアレクサンダー・ソイファーは、ネヴァンリンナがヒトラーの支持者であり、第二次世界大戦中に武装親衛隊フィンランド義勇大隊の代表として活動していたことから、ネヴァンリンナに因んだこの賞の名称に苦言を呈していた。ソイファーは2015年の著書の中でネヴァンリンナの戦時中の活動について論じており、個人的にも組織的にも賞の名称変更を求めるべきだとする要望をIMUの実行委員会に送った。2018年7月、IMUの第18回総会で、ロルフ・ネヴァンリンナの名前を賞の名称から外すことが決定された。その後、この賞はIMUアバカス・メダルに改称されることが発表された。

## 受賞者
ネヴァンリンナ賞
| 年     | 受賞者                           | 国籍           |
| ------ | -------------------------------- | -------------- |
| 1982年 | ロバート・タージャン             | アメリカ合衆国 |
| 1986年 | レスリー・ヴァリアント           | イギリス       |
| 1990年 | アレクサンドル・ラズボロフ       | ロシア         |
| 1994年 | アヴィ・ヴィグダーソン           | イスラエル     |
| 1998年 | ピーター・ショア                 | アメリカ合衆国 |
| 2002年 | マデュ・スーダン                 | アメリカ合衆国 |
| 2006年 | ジョン・クレインバーグ           | アメリカ合衆国 |
| 2010年 | ダニエル・スピールマン           | アメリカ合衆国 |
| 2014年 | スバス・コート                   | アメリカ合衆国 |
| 2018年 | コンスタンティノス・ダスカラキス | ギリシャ       |

アバカス・メダル
| 年     | 受賞者                   | 国籍       |
| ------ | ------------------------ | ---------- |
| 2022年 | マーク・ブレイヴァーマン | イスラエル |